# Conclave de 1394

Brasão papal de Sua Santidade o Papa de Avinhão Bento XIII

O conclave papal ocorrido entre 26 a 28 de setembro de 1394 resultou na eleição do Papa de Avinhão Bento XIII. Este conclave foi o segundo conclave do Cisma do Ocidente, que dividiria a Igreja Católica por cerca de 40 anos.

## A morte de Clemente VII
O Papa de Avinhão Clemente VII morreu em 16 de setembro de 1394 em Avinhão, com 52 anos de idade. Naquela época, já durava 16 anos o cisma da igreja, e rival de Clemente VII na obediência a Roma, foi eleito em 1389 o Papa Bonifácio IX. Em 1394, a obediência de Avinhão era da França, Aragão, Castela, Navarra, Escócia, Chipre, a Ordem dos Cavaleiros Hospitalários e os territórios do Império (por exemplo Sabóia). Muitos clérigos e leigos eram a favor de restaurar a unidade da Igreja, através da transferência, pela renúncia dos dois candidatos, mas nenhum deles não estava disposto a fazer concessões. Mesmo após a morte de Clemente VII, muitos foram chamados para a escolha de um sucessor, defendeu o Rei Carlos VI da França e a Universidade de Paris. Em última análise, no entanto, os cardeais decidiram escolher um novo papa.

## Lista de participantes
O número de cardeais eleitores de obediência avinhonesa era de 24, dos quais participaram do conclave 21. Eram 13 cardeais franceses, 6 italianos e 2 espanhóis::
- Pietro Corsini, decano
- Guy de Malesec
- Jean de la Grange, O.S.B.
- Niccolò Brancaccio
- Guillaume d’Aigrefeuille
- Leonardo Rossi de Giffoni, O.F.M.
- Bertrand de Chanac
- Tommaso Ammanati
- Giovanni Piacentini
- Jean de Murol
- Jean Allarmet de Brogny
- Pierre de Thury
- Martín de Zalba
- Jean Flandrin
- Pierre Girard
- Guillaume de Vergy
- Hugues de Saint-Martial
- Pierre de Vergne
- Pedro Martínez de Luna (eleito)
- Amadeo Saluzzo
- Galeotto Tarlati de Petramala

Um dos eleitores (Saint-Martial) foi nomeado pelo Papa Inocêncio VI, dois cardeais foram nomeados pelo Papa Urbano V, quatro pelo Papa Gregório XI, e treze por Clemente VII. Galeotto Tarlati de Petramala foi nomeado em 18 de setembro de 1378 pelo Papa Urbano VI (romano) e em 1387 foi para a obediência de Clemente VII, que confirmou a dignidade cardinalícia.

## Cardeais ausentes
Três cardeais eram ausentes, dos quais dois espanhóis e um francês:
- Jaime de Aragão e de Foix
- Jean de Neufchâtel
- Pedro Fernández de Frías

## A eleição
Vinte e um cardeais reuniram-se no Palácio Papal de Avinhão no conclave em 26 de setembro, apesar do fato de que, mesmo entre os seus apoiantes não tinha concordância com a eleição (por exemplo, o cardeal Saluzzo). No mesmo dia, veio um mensageiro a Avinhão com uma carta do rei, mas o Sacro Colégio decidiu por unanimidade que a carta não seria aberta antes do final do conclave e a eleição de um novo Papa.
Os cardeais editaram a capitulação em conclave exigindo do eleito lutar com todas as forças para acabar com o cisma, se necessário, pela abdicação. Assinado por dezoito eleitores, recusaram só Corsini, Aigrefeuille e Saint-Martial. Então, em 28 de setembro, foi escolhido por unanimidade o cardeal aragonês Pedro Martinez de Luna, que até então era considerado um dos maiores defensores da atribuição e, mesmo antes do conclave, era considerado um dos principais candidatos.
Eleito, tomou o nome de Bento XIII. Em 3 de outubro, ele foi ordenado sacerdote pelo cardeal-bispo de Palestrina Guy de Malesec, e em 11 de outubro, ele foi consagrado bispo da catedral de Avinhão pelo cardeal-bispo de Ostia e Velletri Jean de Neufchâtel e coroado pelo protodiácono Hugues de Saint-Martial.
Apesar de, após a eleição de Bento XIII, dar repetidas garantias de sua vontade de trazer a unidade da Igreja, suas ações subsequentes foram de negação dessas declarações. Ele se recusou a abdicar, mesmo quando o Concílio de Constança deu-se com dois de seus rivais - Gregório XII e João XXIII, e pelo resto de sua vida afirmou ser o legítimo papa.